# إل أرسلان
تاج الدنيا والدين أبو الفتح أرسلان بن أتسيز المعروف بـ(إل أرسلان؛ وتعني "الأسد"؛ تُوفي آذار 1172 م) كان شاه خوارزم من 1156 حتى 1172 م. وهو ابن أتسز.

## الحُكم
في عام 1152 م، عُيّن إل أرسلان حاكمًا على جُند، وهي منطقة حدودية على نهر سيحون استعادها والده مؤخرًا. وفي عام 1156 م، توفي أتسيز، فخلفه إل أرسلان في منصب خوارزم شاه. ومثل والده، قرّر دفع الجزية لكل من السلطان السلجوقي سنجر والسلطان القراخطائي غورخان.
تُوفي سنجر بعد بضعة أشهر فقط من صعود إل أرسلان، مما تسبب في فوضى عارمة في خراسان السلجوقية. سمح هذا لإل أرسلان بكسر السيادة السلجوقية فعليًا، مع أنه حافظ على علاقات ودية مع مسعود خليفة سنجر. زُعم أنهما حاولا شن حملة مشتركة ضد القراخطائيين، لكن هذا التحالف لم يُعقد. ومثل والده، سعى إل أرسلان إلى توسيع نفوذه في خراسان، وفي ستينيات القرن الثاني عشر الميلادي، اهتم اهتمامًا بالغًا بالمنطقة من خلال تزويد حلفائه المحليين بالجيوش، ولكن على الرغم من انهيار السلطة السلجوقية المركزية في تلك المنطقة، لم يتمكن من تحقيق أي تقدم يُذكر ضد حكام المنطقة.
في عام 1158 م، انخرط إل أرسلان في شؤون دولة تابعة أخرى للقراخطائيين وهي القراخانيون في سمرقند. كان شاغري خان القراخاني يضطهد القرالوق في مملكته، وفر العديد من قادة القرالوق إلى خوارزم وطلبوا مساعدة إل أرسلان. فردّ بغزو ممتلكات القرالوق، واستولى على بخارى وحاصر سمرقند، حيث لجأ شاغري خان. ناشد الأخير كلًّا من أتراك سيحون والقراخطائيون، وأرسل الغورخان جيشًا، لكن قائده تردد في الدخول في صراع مع الخوارزميين. وفي النهاية تم التوسط في السلام حيث اضطر شاغري خان إلى استعادة قادة القرالوق وإعادتهم إلى مناصبهم السابقة.
في عام 1172 م، شنّ القراخطائيون حملةً عقابيةً على إل أرسلان، الذي لم يدفع الجزية السنوية المطلوبة. جمع الشاه جيشه، لكنه سرعان ما مرض، فسلّم قواته إلى أحد مساعديه. إلا أن جيش الخوارزمي هُزم، وتوفي إل أرسلان بعد ذلك بوقت قصير. وبعد وفاته، غرقت الدولة لفترة وجيزة في حالة من الاضطراب، حيث تنازع على الخلافة ابناه تكيش وسلطان شاه .

## حياة البلاط الملكي
لا يُعرف الكثير عن حياة البلاط في غورغانج في عهد إل أرسلان. ويُرجّح أنها كانت استمرارًا للأجواء المزدهرة التي سادت في عهد والده، حيث استمرّ الأمين والشاعر الفارسي رشيد الدين الوطواط في رئاسة ديوان البلاط.